# Macará
Macará – miasto w południowym Ekwadorze, w prowincji Loja. Stolica kantonu Macará.

## Opis
Przez miejscowość przebiega Droga Panamerykańska E35 i E69. W mieście znajduje się Port lotniczy Jose Maria Velasco Ibarra. Patronem miasta jest święty Antoni Wielki.